# OT-62 TOPAS
OT-62 TOPAS — серія гусеничних бронетранспортерів-амфібій, розроблена спільно Польською Народною Республікою та Чехословаччиною (ČSSR). OT-62 розшифровується як Obrněný Transportér vzor 62 – «бронетранспортер моделі 62». TOPAS розшифровується як Transportér Obrněný Pásový – «гусеничний бронетранспортер».

## Розробка
Наприкінці 1950-х років Чехословаччина викупила у Радянського Союзу ліцензію на виробництво БТР-50. Отримана документація була використана для розробки нового гусеничного бронетранспортера для чехословацької армії та Польської народної армії. Робота почалася в 1958 році, а перший прототип був завершений в 1962 році. Після проходження випробувань він був прийнятий і отримав назву TOPAS.
Оскільки стандартний автомобіль TOPAS, який використовувався (Польська народна армія), не мав озброєння, конструкторське бюро Військово-технічна академія розробило варіант, озброєний новою вежею, розташованою по центру на верхній частині надбудови. Інший варіант TOPAS був розроблений Військовим інститутом бронетанкової та автомобільної техніки. Новий варіант отримав позначення WPT-TOPAS і був машиною технічної підтримки.

## Опис
Як і БТР-50ПК, ОТ-62 ТОПАС має плаский корпус у формі човна і має надбудову в передній частині машини. Корпус ОТ-62 ТОПАС виготовлений із суцільнозварного сталевого прокату з бойовим відділенням спереду, десантним відділенням по центру та моторним відділенням ззаду. Він може перевозити до шістнадцяти повністю екіпірованих піхотинців, які сидять на лавках, які проходять по всій ширині десантного відділення. Їхній основний спосіб монтажу та демонтажу БТР полягає в тому, щоб перелізти через борти корпусу та пройти через два прямокутні люки в даху. Однак OT-62 TOPAS має бічні люки в боках надбудови, що є хорошою альтернативою прямокутним люкам у даху; таким чином, він не має проблеми із захистом БТР-50, в якому пасажири не мали жодного альтернативного маршруту входу та виходу.

## Сервісна історія
OT-62 TOPAS надійшов на озброєння чехословацької армії в 1963 році, а незабаром після цього також надійшов на озброєння Ludowe Wojsko Polskie (LWP) на початку 1960-х років. Як автомобіль-амфібія на базі PT-76, який уже використовувався, БТР TOPAS разом із вдосконаленим TOPAS-2AP використовувався підрозділами берегової оборони, включаючи 7-му Лужицьку десантну дивізію (офіційно відому як 7-ма дивізія берегової оборони). Його також експортували до іншого члена Варшавського договору, Болгарії, і кількох інших країн світу, включаючи Анголу, Єгипет, Індію, Іран, Ірак, Лівію, Марокко, Судан і Сирію.
Разом з БТР-50 ОТ-62 ТОПАС використовувалися Єгиптом і Сирією в Шестиденній війні (1967). Деякі транспортні засоби були захоплені та введені в експлуатацію Армією оборони Ізраїлю. Під час Війни на виснаження (1968–1970) обидві сторони використовували БТР-50 і ОТ-62 ТОПАС. Під час війни Судного дня (1973) обидві сторони також використовували БТР-50 і OT-62 TOPAS. Деякі з ізраїльських БТР-50 і ОТ-62 TOPAS пізніше були передані армії Південного Лівану.
Марокко використовувало колишні єгипетські OT-62 під час війни в Західній Сахарі. Марокканські збройні сили втратили 13 з них після битви в Лебуйрат 24 серпня 1979 року.
OT-62 TOPAS також брав участь в озброєнні іракської армії під час Першої війни в Перській затоці та вторгнення в Ірак у 2003 році.

## Варіанти

### Колишня Чехословаччина

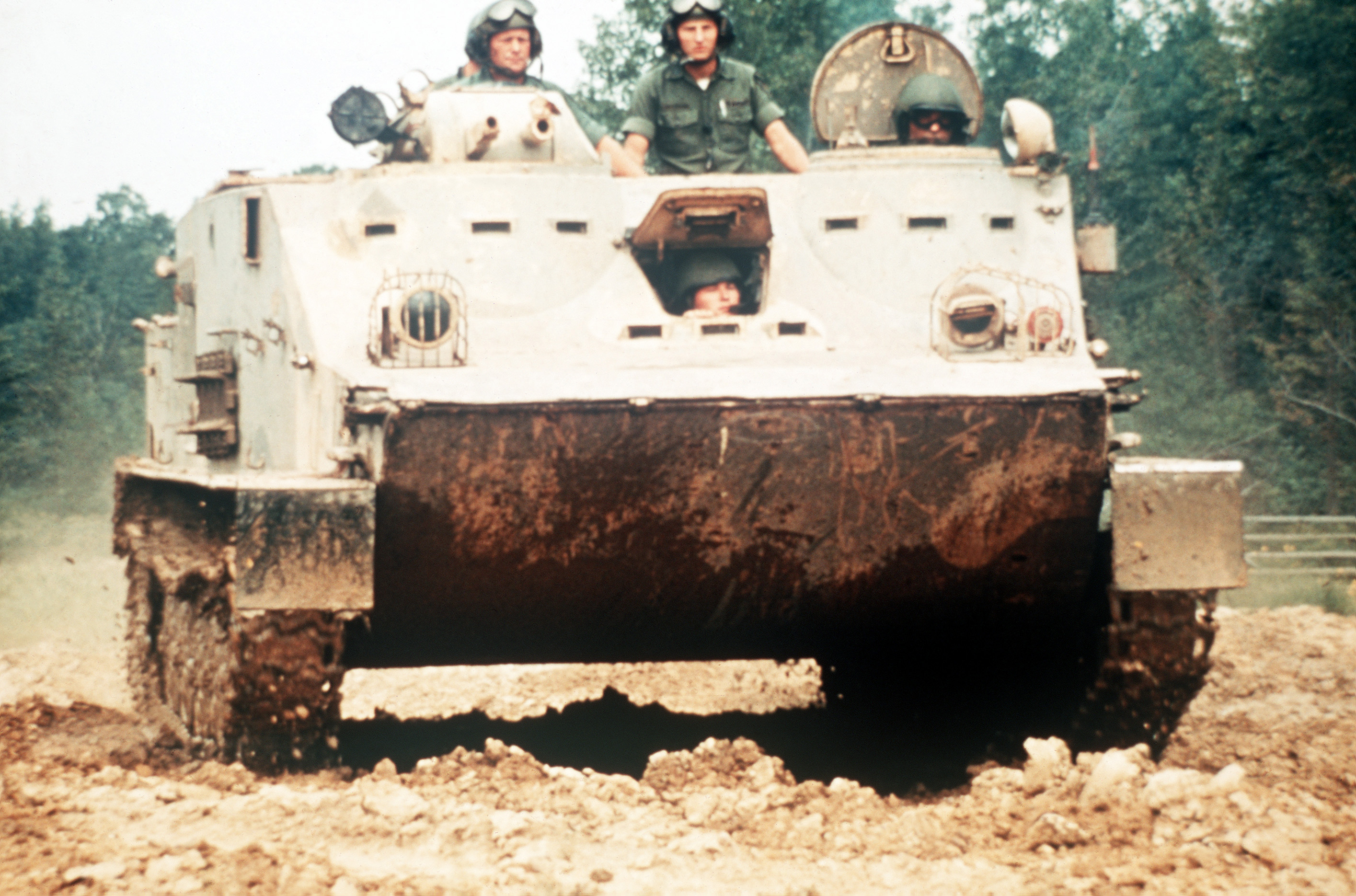
Чехословацький OT-62B. Зверніть увагу на маленьку башточку.

- OT-62 (OT-62 розшифровується як Obrněný Transportér vzor 62 – «бронетранспортер моделі 62») – серія копій БТР-50, розроблена спільно Польщею та Чехословаччиною. Вони аналогічні БТР-50ПК, але мають бортові люки в бортах корпусу, потужніший двигун ПВ-6 потужністю 300 к. с. (220 кВт) і дві виступаючі відсіки типу БТР-50ПУ.
  - OT-62A (OT-62 розшифровується як Obrněný Transportér vzor 62 – «Бронетранспортер моделі 62») (1962) – базовий варіант БТР. Модель, яку використовує Польська народна армія, називається TOPAS (подробиці див. у розділі Польща ).[4]
    - OT-62B (OT-62 розшифровується як Obrněný Transportér vzor 62 – «бронетранспортер моделі 62») – варіант бронетранспортера, оснащений невеликою вежею у верхній частині другого виступаючого відсіку, яка замінює купол, який там був. Він озброєний 7,62 мм Vz. Кулемет загального призначення 59Т і 82 мм Безвідкатна гармата Т-21 " Тарасниця " на зовнішній установці. Скорострільність 82 Безвідкатна гармата Т-21 «Тарасниця» залежить від швидкості перезаряджання заряджаючого. Щоб перезарядити безвідкатну гармату, заряджаючий повинен спочатку вийти з машини, піддавшись вогню противника. Автомобільні носії від 5 до 10 патронів для 82 мм Безвідкатна гармата Т-21 «Тарасниця». Модель, яку використовує Польська народна армія, називається TOPAS-2A (докладніше див. у розділі Польща)[4].
      - ОТ-62 Р-2 Р-105 – ОТ-62Б переобладнаний в сигнально-командну машину з додатковими радіостанціями. Машина зберігає свою невелику турель mg на верхній частині другого виступаючого відсіку; однак у нього немає 82 мм Безвідкатна гармата Т-21 «Тарасниця» на зовнішній установці. Машина має чотири додаткові радіостанції Р-113, Р-112, Р-105У та Р-105д. Він також має генератор і ящик для речей з лівого боку моторної палуби. фотографії [4]
      - ОТ-62 Р-2 Р-108 – ОТ-62Б переобладнаний в сигнально-командну машину з додатковими радіостанціями. Машина зберігає свою невелику турель mg на верхній частині другого виступаючого відсіку; однак у нього немає 82 мм Безвідкатна гармата Т-21 «Тарасниця» на зовнішній установці. Він також має генератор і ящик для речей з лівого боку моторної палуби. [4]
      - ОТ-62 Р-2М – ОТ-62Б переобладнаний у сигнально-командну машину з додатковими радіостанціями. Модель, яку використовує Ludowe Wojsko Polskie, називається TOPAS R-2M (подробиці див. у розділі Польща)[4].

    - OT-62D (OT-62 розшифровується як Obrněný Transportér vzor 62 – «Бронетранспортер моделі 62») – OT-62, що перевозить 82 mm Bzk vzor 59 безвідкатна гармата на хвостовій палубі. Він також зберіг оригінальне озброєння в башті (T-21 RR і UK vz. 59 MG).
    - ОТ-62А переобладнали в броньовану санітарну машину[4].

  - DTP-62 (DTP-62 розшифровується як Dílna Technické Pomoci – 62 ) – OT-62 переобладнаний у машину технічної підтримки[4].
  - ОТ-62 Р-3МТ – ОТ-62А переобладнаний у сигнально-командну машину з додатковими радіостанціями. Він має генератор і два ящики для речей на моторній палубі. Він також має розбірну радіощоглу, а також два куполоподібні вентилятори на верхній частині надбудови. Купол над другою виступаючою ланкою перенесено в центр передньої частини даху надбудови. фотографії [4]
  - ОТ-62 Р-4МТ – ОТ-62А переобладнаний у сигнально-командну машину з додатковими радіостанціями. Він має генератор і два ящики для речей на моторній палубі. Люк у правій частині надбудови знятий[4].

### Польща

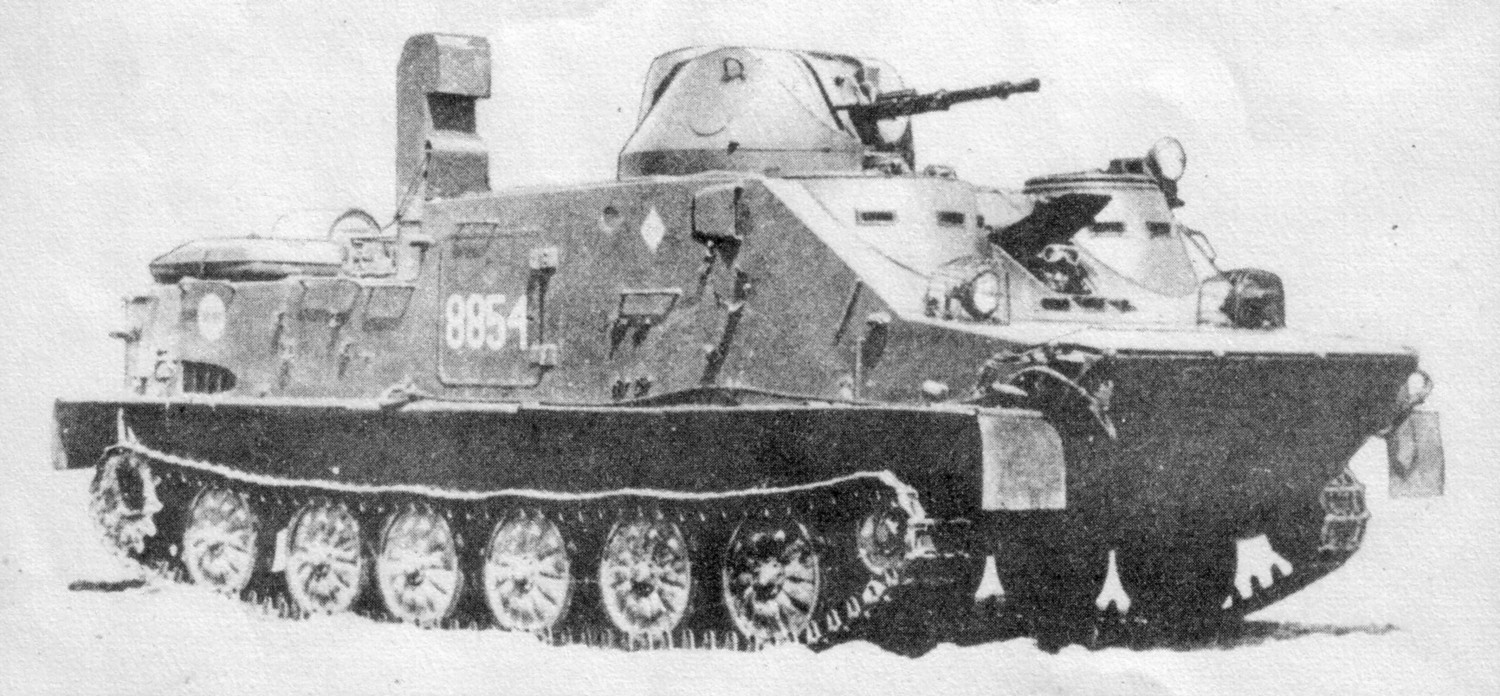
Польський TOPAS-2AP 7-ї Лужицької десантної дивізії.

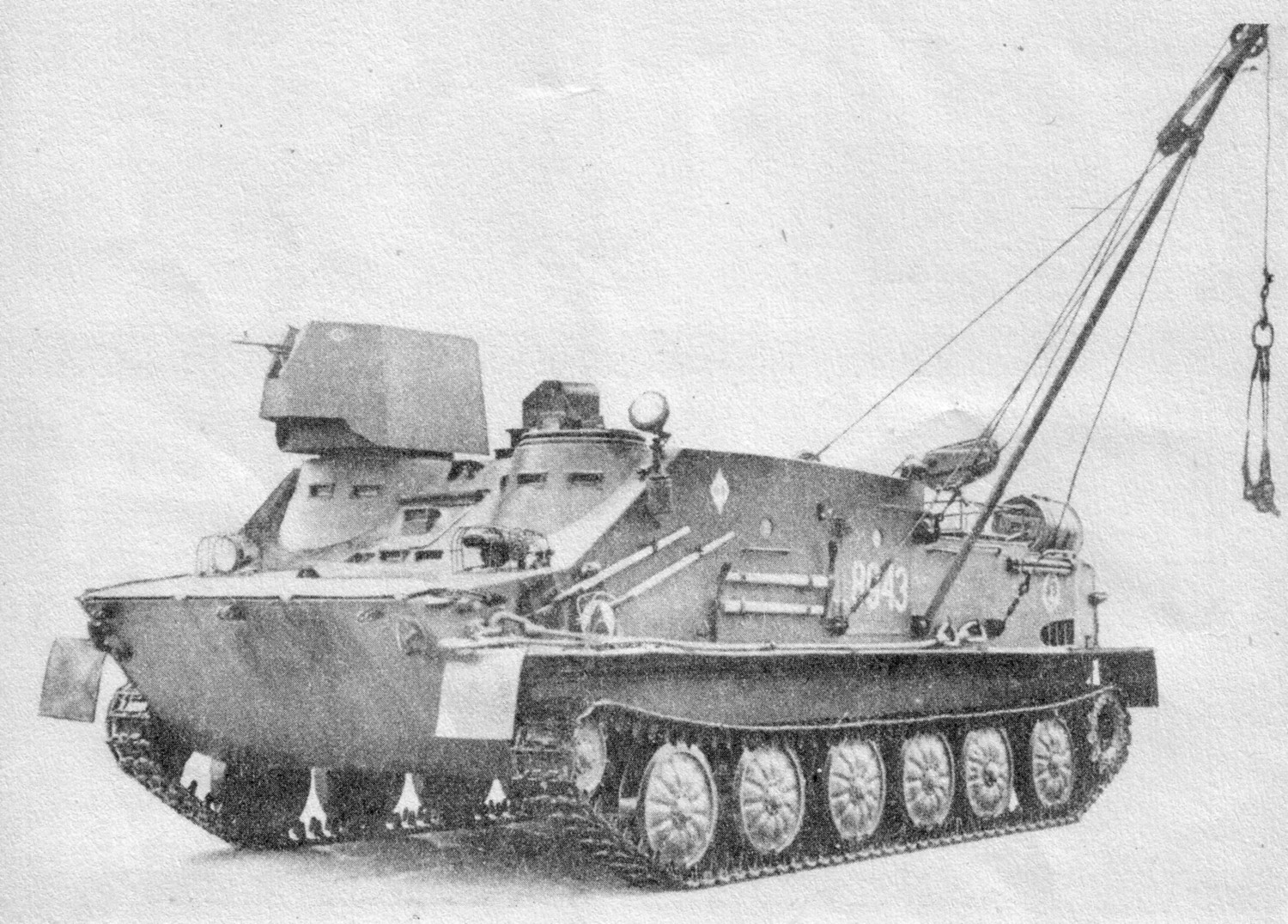
Польський WPT-TOPAS 7-ї Лужицької десантної дивізії.

- TOPAS (transporter opancerzony średni = середній БТР) – базовий варіант БТР. Деякі з них були оснащені локаційним ліхтарем між двома куполами на вершині двох виступаючих відсіків (ймовірно, вони використовувалися підрозділами берегової оборони). Модель, яку використовує CSLA, називається OT-62A (докладніше див. у розділі Чехословаччина).
  - TOPAS-2AP – польська модернізація з вежею WAT, розміщеною по центру надбудови. Він озброєний 14,5 великокаліберний кулемет КПВТ і 7,62 мм мм спарений середній кулемет SGMT. Таку ж вежу можна знайти на СКОТ-2АП. Пізніше 7.62 Середній кулемет SGMT був замінений на 7,62 мм кулемет ПКТ загального призначення. За рахунок вежі верхні прямокутні люки даху були зміщені в сторони верху надбудови. Вежею керував навідник, що дозволило збільшити кількість членів екіпажу з двох до трьох. Оскільки вежа займає деякий простір від десантного відділення, кількість повністю споряджених солдатів зменшилася з шістнадцяти до дванадцяти. Вежа збільшує масу машини до 15,1 т, а з бойовою технікою - до 16 т.
    - Варіант ТОПАС-2АП, використовуваний розрахунками мінометів. Він був модифікований, щоб тепер він міг транспортувати до двох 82 мінометів мм та 8 осіб розрахунку мінометів. 82 мм міномет має скорострільність 25 пострілів в хвилину. Машина несе від 50 до 100 мінометних снарядів.

  - WPT-TOPAS (WPT розшифровується як Wóz Pogotowia Technicznego — «автомобіль технічної підтримки») — TOPAS переобладнаний у автомобіль технічної підтримки, призначений для евакуації з поля бою пошкоджених БТР TOPAS і легких танків-амфібій PT-76, особливо тих, хто опинився під водою. перешкоди з їх здатністю амфібії зламано. Також передбачалося відремонтувати ці машини в польових умовах і надати медичну допомогу пораненим членам екіпажу. Його обладнання включало лебідку з максимальною вантажопідйомністю 2,5 тонни, 600 м тросу, який використовувався для витягування застряглих транспортних засобів, ручний кран з максимальною вантажопідйомністю 1 тонна і можливістю встановлення в різних частинах транспортного засобу, ящики для зберігання з інструментами, прилади та обладнання для ремонту пошкодженої техніки в польових умовах, зварювальний комплект, понтон, спорядження для водолазів. Машина озброєна одиночним кулеметом загального призначення ПК, встановленим з правого боку башенки з великим v-подібним щитом навколо нього. [4]
  - ТОПАС Р-3М – ТОПАС, переобладнаний у сигнально-командну машину з додатковими радіостанціями.

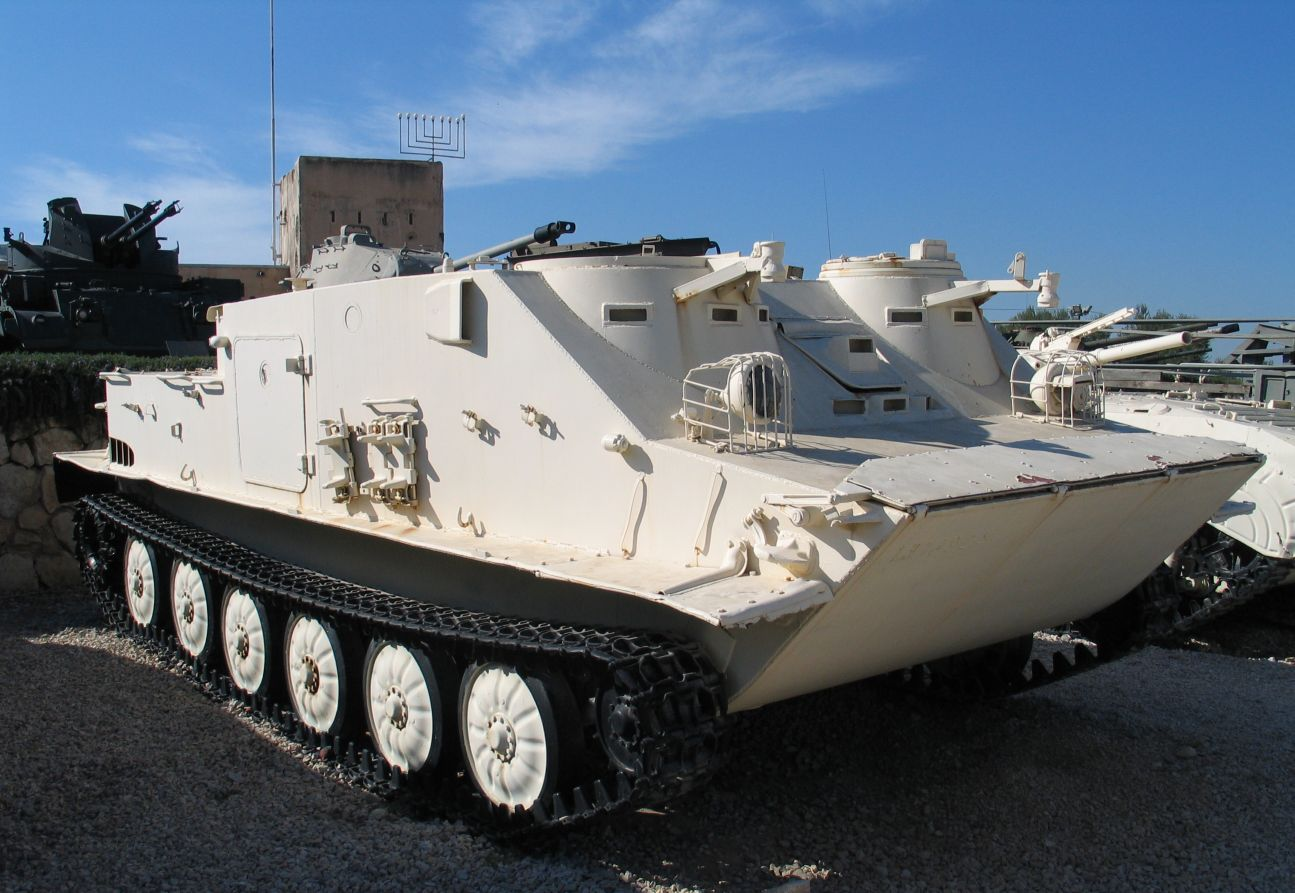
Модифікований Ізраїлем колишній сирійський або колишній єгипетський БТР OT-62A TOPAS у музеї Яд-ла-Шіріон, Ізраїль, 2005 рік.

### Індія
- FRT TOPAS (FRT означає Forward Repair Team vehicle) – TOPAS-2A переобладнано в машину технічної підтримки.

### Ірак
- OT-62A - оснащений плитобортовою баштою від бразильського бронеавтомобіля EE-9 Cascavel. Призначався для вогневої підтримки[4].

### Ізраїль
- ОТ-62А ТОПАС - оснащений двома кулеметними установками, кожна перед люком у верхній частині обох башенок.

## Оператори

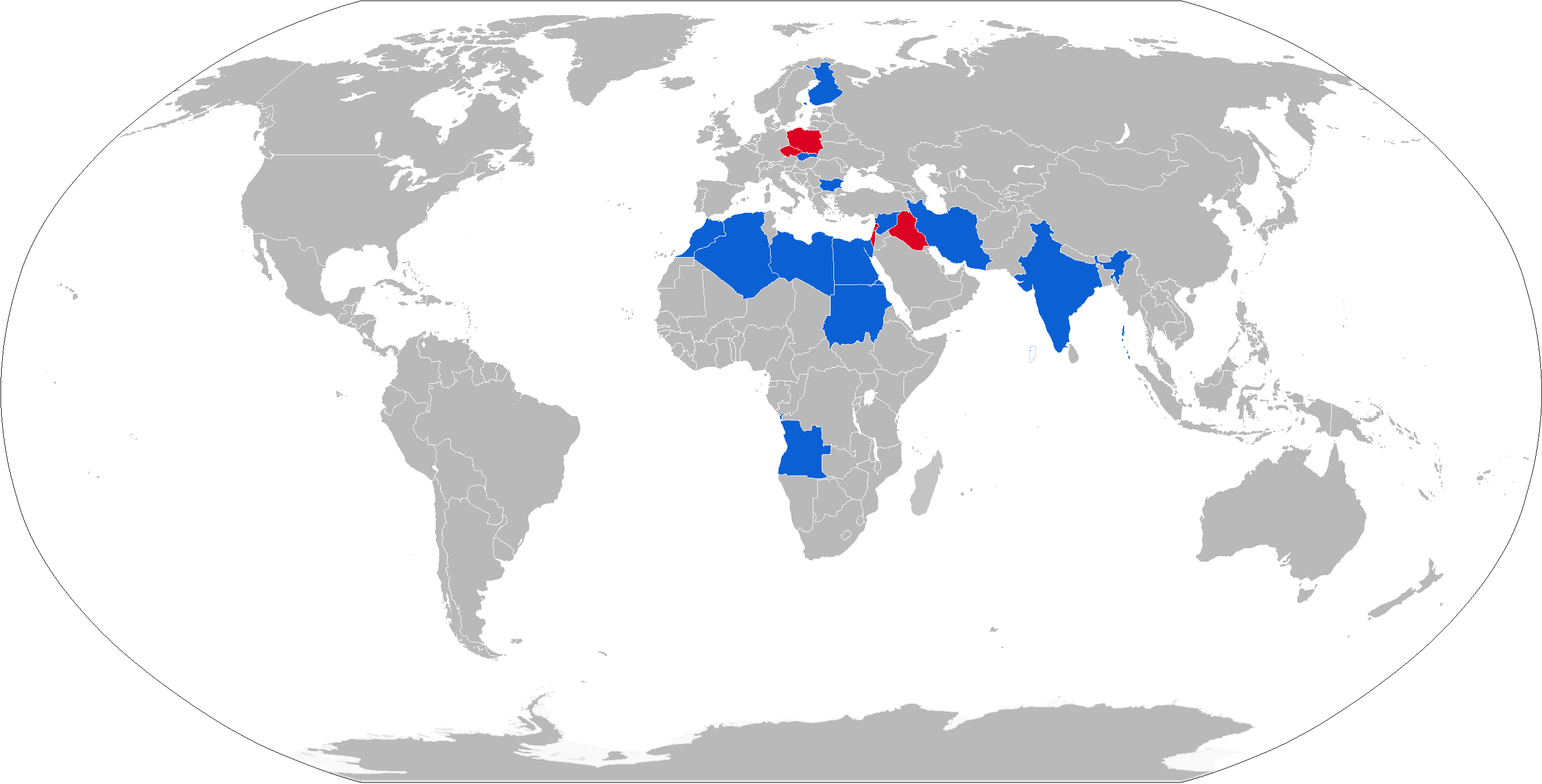
Карта операторів OT-62 TOPAS синього кольору з колишніми операторами червоного кольору

### Поточні оператори
- Алжир – 30 OT-62 TOPAS and BTR-50.
- Ангола – 50 OT-62A, доставлено в 1976.[5]
- Болгарія –
- Єгипет – 500 OT-62 TOPAS (включно OT-62B).[4]
- Індія – TOPAS, TOPAS-2A and FRT TOPAS.[4]
- Іран – 150 OT-62 TOPAS (в тому числі ОТ-62Б) і БТР-50[4]
- Лівія – 700 OT-62 TOPAS, BTR-50 and BTR-60 as of 1986.[6] 540 OT-62 TOPAS, BTR-50 та BTR-60 станом на зараз.
- Марокко – 25 колишніх єгипетських доставлено в 1980 році[5]. Принаймні 13 з них доставлено в 1979 році.
- Судан –
- Сирія – 1,000 OT-62 TOPAS, BTR-50, БТР-60 та БТР-70 APCs.

### Колишні оператори
- Чехословаччина – Передано державам-наступникам.
- Iraq – Все знищено або здано на металобрухт.
- Ізраїль – Захопив декілька БТРів OT-62 TOPAS та BTR-50 у Єгипті та/або Сирії під час Шестиденної війни. Знятий зі строю в 2002 році[7]
- Польща – 200, усі вони були зняті з експлуатації в 1994 році. Їх передали музеям, продали в інші країни або використовували для стрільби на полігонах.
- Ліван –